# Tadeusz Żłobikowski
Tadeusz Żłobikowski (ur. 29 maja 1840 w Przechodach, zm. 19 listopada 1909 w Żbikowie) – polski lekarz psychiatra.

## Życiorys
Syn Tadeusza i Antoniny Andrzejewskiej. Uczył się w gimnazjum gubernialnym w Suwałkach od 1851 do 1858, następnie studiował na Akademię Medyko-Chirurgiczną w Warszawie, a po jej rozwiązaniu, w Szkole Głównej. Stopień lekarza otrzymał w 1864 roku. Przez pewien czas pracował jako wolontariusz w Katedrze i Zakładzie Anatomii Ogólnej Ludwika Hirszfelda, w latach 1867 i 1868 jako pomocnik prosektora. Od 1867 był również bezpłatnym asystentem na oddziale obłąkanych i epileptycznych w Szpitalu Dzieciątka Jezus, od 1868 jako lekarz miejscowy w Szpitalu Jana Bożego. Od sierpnia 1869 starszy asystent w Klinice Szpitalnej Chorób Umysłowych i Nerwowych Romualda Pląskowskiego. W 1891 mianowany starszym ordynatorem w Szpitalu Psychiatrycznym w Tworkach. Zmarł w 1909 roku, pochowany na cmentarzu w Żbikowie. W testamencie utworzył fundusz na stypendia dla dzieci lekarskich, cenne obrazy i pamiątki przekazał Muzeum Narodowemu.
Początkowo zajmował się neuroanatomią, był autorem większej pracy na temat anastomoz nerwu żuchowowo-gnykowego (n. mylohyoideus). Jedna z gałązek określana bywała w piśmiennictwie jako nerw Żłobikowskiego. Przetłumaczył na język polski rozprawę Mierzejewskiego Badania nad błoną dziewiczą. Poza tym opublikował kilka doniesień na łamach „Gazety Lekarskiej”.
Wspomnienie pośmiertne poświęcił mu Alfred Sokołowski.

## Prace
- O złogach woszczkowych w uszach. Klinika 1, 1866
- Nowe poszukiwania nad nerwem zębojęzykowym prof. Sappey'a. Gazeta Lekarska 8, ss. 625-630, 1870
- O nadużyciach w medycynie. Pamiętnik Towarzystwa Lekarskiego Warszawskiego, 1870
- O działaniu wodanu chloralu na zdrowy organizm i zastosowaniu jego przy leczeniu chorób umysłowych. Gazeta Lekarska 9, ss. 289-295; 305-311, 1870
- Nouvelles recherches sur le filet dento-lingual du professeur Sappey. Traduit par l'auteur de la Gazette médicale (polonaise) de Varsovie. Journal de l’Anatomie et de la Physiologie Normales et Pathologiques de l’Homme et des Animaux 7, ss. 602-610, 1870/1871
- Zdanie sądowo lekarskie w sprawie Jadwigi K. o zabójstwo obwinionéj. Gazeta Lekarska 11, ss. 33-40; 52-56; 70-71, 1871
- Dwukrotne wystąpienie płonicy (scarlatina) w przeciągu sześciu tygodni u jednego i tegoż samego indywiduum. Gazeta Lekarska 15, ss. 209-213, 1873